# Jean Orcibal
Jean Orcibal est un historien français né à Bordeaux le 10 mai 1913 et mort le 18 décembre 1991 dans cette même ville.
Il est membre de l'École française de Rome de 1933 à 1939, et à partir de 1952 directeur d'études à l'École pratique des hautes études dans sa spécialité de l'histoire du catholicisme moderne et contemporain. Il se consacre notamment à Fénelon en éditant sa volumineuse correspondance et au jansénisme.

## Publications
- La formation spirituelle d'Angelus Silesius (Johann Scheffler), thèse, 1937 ;
- Jean Duvergier de Hauranne, abbé de Saint-Cyran et son temps, thèse de doctorat, 1944 ;
- Louis XIV contre Innocent XI, 1949 ;
- Louis XIV et les protestants, 1951 ;
- Port-Royal entre le miracle et l'obéissance, 1957 ;
- La rencontre du Carmel Thérésien avec les mystiques du nord, 1959 ;
- Saint-Cyran et le jansénisme, 1961 ;
- La spiritualité de Saint-Cyran, 1962 ;
- Le cardinal de Bérulle. Évolution d'une spiritualité, 1965 ;
- Saint Jean de la Croix et les mystiques rhéno-flamands, 1966 ;
- Correspondance de Fénelon, éditée par Jean Orcibal, Jacques Le Brun et Irénée Noye, 17 volumes, Paris (Klincksieck) 1972-1976, Genève (Droz) 1987-1999
- Benoît de Canfield. La règle de perfection, 1982 ;
- Jansénius d'Ypres, 1989.

## Prix
- Prix Amic 1990[2].